# Kwadratische schaal
Een kwadratische schaal is het tegenovergestelde van een Vierkantswortel-schaal.
Op een kwadratische schaal y = √x eruit als een rechte lijn. Waar je bij een lineaire schaal 100 zou verwachten, staat op een kwadratische schaal 10.